# Giant Wheel
A Giant Wheel egy 130 méter magas óriáskerék volt, mely 1973 és 2004 között működött a pennsylvaniai Hersheyparkban.

## Története
A Giant Wheel 1973-ban került a Hersheypark vidámparkba, építője az Intamin AG. Ez a kerék egy kér karú, dupla óriáskerék volt, karjai egy középső állványhoz csatlakoztak, mintha két kéz lett volna. Az „ujjak” végei voltak maguk a kapszulák, melyek nyolc ember befogadására voltak képesek. A „kezek” nagyjából 100 méteres magasságba emelkedtek fel felváltva, miközben az óra mutató járásával megegyező irányba forogtak. Közben egy irányító kar segítségével a kapszulákat forgathatták utasaik. Álló helyzetben a két „kéz” egyforma magasságban, kb. 12-15 méter magasan nyugodtak.
A teljes szerkezet 135 tonnát nyomott, 24 kapszulája volt. A kerék működése során mindig nagy tömegeket vonzott, óránként kb. 2000 utast bírt el.
Röviddel lebontása előtt egy rajongó megpróbálkozott egy „Save the Giant Wheel” kampánnyal a kerék megmentése érdekében, azonban a kísérlet sikertelen volt. 2005-ben két új játék épült a Giant Wheel helyére.

## Fordítás
Ez a szócikk részben vagy egészben  a   Giant Wheel (Hersheypark) című angol Wikipédia-szócikk fordításán alapul.  Az eredeti cikk szerkesztőit annak laptörténete sorolja fel. Ez a jelzés csupán a megfogalmazás eredetét és a szerzői jogokat jelzi, nem szolgál a cikkben szereplő információk forrásmegjelöléseként.